# Mairis Briedis
Mairis Briedis (ur. 22 stycznia 1985 w Rydze) – łotewski bokser wagi junior ciężkiej, były kick-bokser. Były mistrz świata WBC i IBF wagi junior ciężkiej. Zwycięzca drugiej edycji turnieju World Boxing Super Series.

## Kariera kick-bokserska
Mairis Briedis nim rozpoczął karierę boksera, był kickbokserem. Jego największym sukcesem w tej dyscyplinie było zdobycie Mistrzostwa Europy w Warnie w 2008 roku w formule full-contact, w kategorii do 86 kilogramów, gdzie w finale pokonał Polaka Rafała Aleksandrowicza.
Ponadto w 2004 roku zdobył międzynarodowy Puchar Polski na zawodach w Lublinie, pokonując w walce finałowej rodaka Vadima Chromycha, w kategorii do 75 kilogramów.
W 2006 roku, podczas Międzynarodowych Mistrzostw Łotwy w kick-boxingu, Briedis zdobył złoty medal w formule light-contact, w kategorii do 89 kilogramów. Natomiast w formule low-kick zdobył pierwsze miejsce w kategorii do 86 kilogramów.

## Kariera bokserska
11 listopada 2009 stoczył swoją pierwszą walkę na zawodowym ringu bokserskim. W rodzinnej Rydze pokonał po 4 rundach, jednogłośnie na punkty Litwina Raulis Racilauskas.
7 maja 2010 Briedis wziął udział w bokserskim turnieju Bigger's Better, który miał miejsce w Nikozji. W ćwierćfinale pokonał w 1 rundzie, przez techniczny nokaut Cypryjczyka Panayiotisa Diakosa. W walce półfinałowej również przez techniczny nokaut w 1. rundzie zwyciężył Rosjanina Alexander Timanov. W finale turnieju pokonał jednogłośnie na punkty, po 3 rundach, Ukraińca Pawło Żurawlowa.
W czerwcu 2010 Mairis Briedis nawiązał współpracę z polską grupą promotorską KnockOut Promotions. Ostatecznie nie doszło do podpisania kontraktu zawodowego z grupą Andrzeja Wasilewskiego, w której Łotysz stoczył tylko jeden pojedynek.
12 czerwca 2010 Briedis po raz pierwszy wystąpił w Polsce. Łotysz w 1. rundzie, przez techniczny nokaut pokonał Węgra Gabora Zsaleka.
2 czerwca 2011 Mairis Briedis pokonał już w 1. rundzie, przez techniczny nokaut Josipa Jalusicia.
Na początku 2012 roku był jednym ze sparingpartnerów Władimira Kliczko oraz Witalija Kliczko.
6 lipca 2012 Briedis zwyciężył w trzynastej edycji turnieju Biggers Better. W ćwierćfinale pokonał Louisa Louisona w pierwszej rundzie przez techniczny nokaut. Pojedynek półfinałowy stoczył z Robertem Teuberem, wygrywając, po trzech rundach, jednogłośnie na punkty. W czterorundowym finale zwyciężył niejednogłośnie na punkty Ukraińca Pawło Żurawlowa.
14 grudnia 2012 po raz czwarty wziął udział w turnieju Biggers Better. W walce ćwierćfinałowej pokonał przez techniczny nokaut, w drugiej rundzie Evgeniosa Lazaridisa. W półfinale zwyciężył jednogłośnie na punkty Sergieja Maslobojewa. W pojedynku finałowym zmierzył się z Francuzem Fabrice'em Auriengiem, którego również pokonał jednogłośnie na punkty, po trzech rundach. Było to trzecie zwycięstwo Briedisa w Biggers Better.
22 sierpnia 2015 na gali w Groznym znokautował w końcówce piątej rundy Niemca Manuela Charra (28-4, 16 KO).
1 kwietnia 2017 w Dortmundzie pokonał jednogłośnie na punkty dawnego króla wagi junior ciężkiej Marco Hucka, zdobywając tym samym wakujący pas WBC w tej kategorii.

### TurniejWorld Boxing Super Series. Utrata tytułu mistrza świataWBC
30 września 2017 w Rydze pokonał na punkty (116:110, 115:111 i 114:112) Kubańczyka Mike'a Pereza (22-3-1, 14 KO) i obronił po raz pierwszy tytuł mistrza świata WBC wagi cruiser oraz  awansował do półfinału turnieju World Boxing Super Series.
27 stycznia 2018 w Rydze w półfinaie turnieju zmierzył się w pojedynku unifikacyjnym z mistrzem WBO Ukraincem Ołeksandrem Usykiem (13-0, 11 KO). Przegrał po bardzo zaciętej walce, niejednogłośnie na punkty {114:114, 113:115 i 113:115}. Tracąc w drugiej obronie, tytuł mistrza świata WBC.
21 lipca 2018 na stadionie Olimpijskiem w Moskwie pokonał na punkty Francuza Brandona Deslauriera (11-2-1, 1 KO).

### II edycja World Boxing Super Series
10 listopada 2018 w ćwierćfinale drugiej edycji turnieju World Boxing Super Series zmierzył się w Chicago z Noelem Gevorem (23-2, 10 KO). Wygrał tę walkę jednogłośnie na punkty (114-112, 115-111, 116-110), awansując do półfinału imprezy.
15 czerwca 2019 w Rydze w półfinale drugiej edycji turnieju World Boxing Super Series zwyciężył przez TKO w 3 rundzie z Krzysztofem Głowackim i awansował tym samym do wielkiego finału turnieju. Pojedynek wzbudził jednak sporo kontrowersji, ponieważ chwilę przed zakończeniem walki Briedis uderzył swojego oponenta łokciem. Z początku protesty polskiej strony zostały odrzucone, jednak w listopadzie federacja odebrała tytuł mistrza świata Briedisowi.
26 września 2020 w Monachium w wielkim finale turnieju II edycji turnieju World Boxing Super Series zwyciężył jednogłośnie na punkty Kubańczyka Yuniera Dorticosa (24-2, 22 KO). Sędziowie punktowali na jego korzyść jednomyślnie 114-114 i dwa razy 117-111. Dzięki temu zwycięstwu zdobył też pas mistrza świata IBF w wadze junior ciężkiej.

### Utrata tytułu mistrzowskiego IBF
2 lipca 2022 roku w Gold Coast Convention Centre w australijskim Queensland przegrał jednogłośnie na punkty (113-115, 112-116, 112-116) pojedynek z Jaiem Opetaią (22-0, 17 KO), tracąc na jego rzecz mistrzowski tytuł federacji IBF w wadze junior ciężkiej. 18 maja 2024 roku w Rijadzie stoczył rewanżowy pojedynek z Australijczykiem. Ponownie przegrał na punkty - 111-117, 112-116, 112-116.